# Liste der Biografien/Menj
Liste der Biografien |
Portal Biografien |
Personensuche
# |
A |
B |
C |
D |
E |
F |
G |
H |
I |
J |
K |
L |
M |
N |
O |
P |
Q |
R |
S |
T |
U |
V |
W |
X |
Y |
Z |
?
 
Ma |
Mb |
Mc |
Md |
Me |
Mf |
Mg |
Mh |
Mi |
Mj |
Mk |
Ml |
Mm |
Mn |
Mo |
Mp |
Mq |
Mr |
Ms |
Mt |
Mu |
Mv |
Mw |
Mx |
My |
Mz
 
Mea–Mee |
Mef |
Meg |
Meh |
Mei |
Mej |
Mek |
Mel |
Mem |
Men |
Meo |
Mep |
Mer |
Mes |
Met |
Meu |
Mev |
Mew |
Mex |
Mey |
Mez
 
Mena |
Menc |
Mend |
Mene |
Menf |
Meng |
Menh |
Meni |
Menj |
Menk |
Menl |
Menn |
Meno |
Menr |
Mens |
Ment |
Menu |
Menv |
Menw |
Meny |
Menz
Die Liste der Biografien führt alle Personen auf, die in der deutschsprachigen Wikipedia einen Artikel haben. Dieses ist eine Teilliste mit 10 Einträgen von Personen, deren Namen mit den Buchstaben „Menj“ beginnt.

## Menj

### Menja
- Menjailo, Sergei Iwanowitsch (* 1960), russischer Politiker und Vizeadmiral der Reserve
- Menjailow, Igor Alexandrowitsch (1937–1993), russischer Vulkanologe und Geologe
- Menjaud (1795–1864), französischer Schauspieler
- Menjaud, Madame (1794–1844), französische Schauspielerin

### Menji
- Menjívar, Cecilia (* 1959), US-amerikanische Soziologin und Hochschullehrerin
- Menjivar-Ayala, Evelio (* 1970), salvadorianisch-US-amerikanischer römisch-katholischer Geistlicher und Weihbischof in Washington

### Menjo
- Menjo, Josphat Kiprono (* 1979), kenianischer Langstreckenläufer
- Menjok, Stepan (* 1949), ukrainischer Geistlicher, emeritierter Erzbischöflicher Exarch von Donezk-Charkiw
- Menjou, Adolphe (1890–1963), US-amerikanischer SchauspielerAdolphe Menjou (1890–1963)

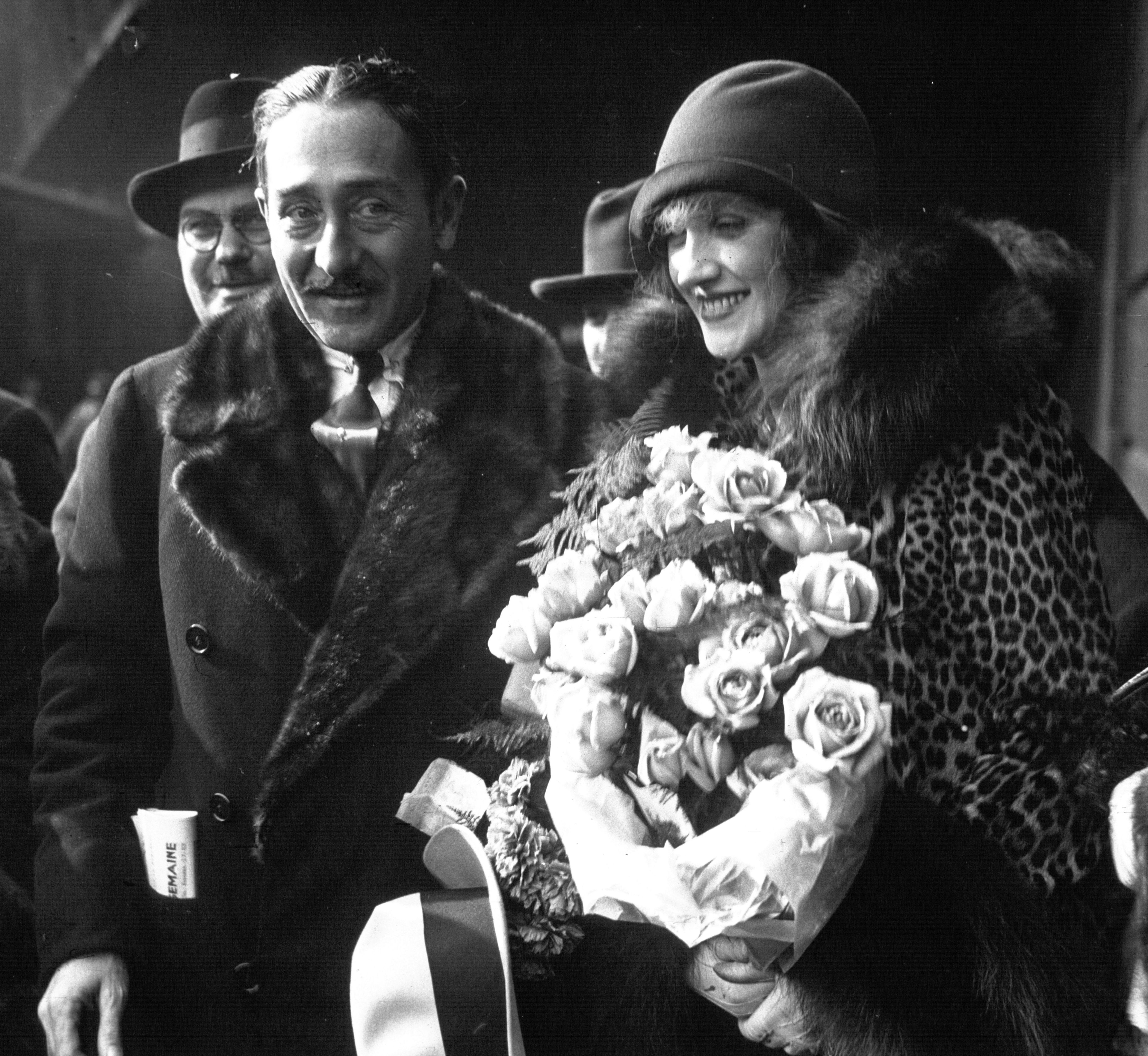
Adolphe Menjou (1890–1963)

### Menju
- Menju, deutscher Musikproduzent